# Кафранбель
Кафранбель (також Кафр-Набль; араб. كفرنبل) — місто в районі Мааррет-ен-Нууман в провінції Ідліб в Сирії. Знаходиться на висоті 735 м над рівнем моря. За даними Сирійського центрального статистичного бюро, станом на 2004 рік в місті мешкало 15 455 людини. На початку 1960-тих населення складало 1200 людей. Населення міста сповідує переважно іслам суністської течії.
Кафранбель знаходиться на місті колишнього візантійського міста та оточене важливими історичними містами: Серджіла, Шаншрах, та аль-Бара.
Кафранбель — найбільший виробник інжиру і один з основних виробників маслин в Сирії. Інжир збирають з майже 778 тис. дерев, що посаджені на площі майже 3700 га. Близько 60% зайнято вирощуванням та обробкою цього фрукту. Зазвичай, місцеві фермери приділяють близько 80% часу на вирощування інжиру і 20% на маслин.
З початком громадянської війни в Сирії місто стало відомим завдяки сатиричним відео про війну.

Звернення активістів міста Кафранбель до українців з підтримкою в боротьбі з кремлівською навалою та закликом покладатись, у першу чергу, на власні сили

Околиці міста були розбомблені російськими літаками на другий день офіційної російської інтервенції у війну на боці режиму Асаду.